# Créhen
Créhen är en kommun i departementet Côtes-d'Armor i regionen Bretagne i nordvästra Frankrike. Kommunen ligger i kantonen Plancoët som tillhör arrondissementet Dinan. År 2022 hade Créhen 1 664 invånare.

## Befolkningsutveckling
Antalet invånare i kommunen Créhen
Referens:INSEE